# Prima Categoria Campania 1959-1960
Il campionato di calcio di Prima Categoria 1959-1960 è stato il massimo campionato dilettantistico regionale di quell'annata, il primo con questo nome dopo la riforma voluta da Zauli del 1958.
I campioni regionali venivano promossi in Serie D, mentre ogni altro dettaglio organizzativo era stato devoluto al Comitato Regionale Campano per la regione Campania.

## Girone A

### Squadre partecipanti
| Squadra                 | Città (provincia)             | Stagione 1958-1959 |
| ----------------------- | ----------------------------- | ------------------ |
| Pol. Acerrana           | Acerra (NA)                   |                    |
| S.P. Afragolese         | Afragola (NA)                 |                    |
| U.S. Ariano Valle Ufita | Ariano Irpino (AV)            |                    |
| U.S. Aversana           | Aversa (CE)                   |                    |
| U.S. Caivanese          | Caivano (NA)                  |                    |
| Pol. Capua              | Capua (CE)                    |                    |
| Fiamma Sannita          | Benevento                     |                    |
| S.S. Frenter            | Larino (CB)                   |                    |
| U.S. Isernia            | Isernia (CB)                  |                    |
| Juve Sammaritana        | Santa Maria Capua Vetere (CE) |                    |
| S.S. Maddalonese        | Maddaloni (CE)                |                    |
| U.S. Marcianise         | Marcianise (CE)               |                    |
| Pol. Mondragonese       | Mondragone (CE)               |                    |
| Pol. Ortese             | Orta di Atella (CE)           |                    |
| U.S. Sessana            | Sessa Aurunca (CE)            |                    |
| U.S. Virtus Frattese    | Frattamaggiore (NA)           |                    |

### Classifica finale
|  | Pos. | Squadra         | Pt | G  | V | N | P | GF | GS |
|  | ---- | --------------- | -- | -- | - | - | - | -- | -- |
|  | 1.   | Virtus Frattese | ?? | 30 |   |   |   |    |    |
|  | 2.   | ???             | ?? | 30 |   |   |   |    |    |
|  | 3.   | ???             | ?? | 30 |   |   |   |    |    |
|  | 4.   | Caivanese       | ?? | 30 |   |   |   |    |    |
|  | 5.   | ???             | ?? | 30 |   |   |   |    |    |
|  | 6.   | ???             | ?? | 30 |   |   |   |    |    |
|  | 7.   | ???             | ?? | 30 |   |   |   |    |    |
|  | 8.   | ???             | ?? | 30 |   |   |   |    |    |
|  | 9.   | ???             | ?? | 30 |   |   |   |    |    |
|  | 10.  | ???             | ?? | 30 |   |   |   |    |    |
|  | 11.  | ???             | ?? | 30 |   |   |   |    |    |
|  | 12.  | ???             | ?? | 30 |   |   |   |    |    |
|  | 13.  | ???             | ?? | 30 |   |   |   |    |    |
|  | 14.  | ???             | ?? | 30 |   |   |   |    |    |
|  | 15.  | ???             | ?? | 30 |   |   |   |    |    |
|  | 16.  | ???             | ?? | 30 |   |   |   |    |    |

Legenda:
      Ammessa alle finali regionali.
      Retrocessa in Seconda Categoria Campania 1960-1961.
Regolamento:
Due punti a vittoria, uno a pareggio, zero a sconfitta.

## Girone B

### Squadre partecipanti
| Squadra                            | Città (provincia)    | Stagione 1958-1959 |
| ---------------------------------- | -------------------- | ------------------ |
| A.S. Aenaria                       | Lacco Ameno (NA)     |                    |
| U.S. Arzanese                      | Arzano (NA)          |                    |
| S.S. Ercolanese                    | Ercolano (NA)        |                    |
| U.S. Flegrea                       | Napoli               |                    |
| A.S. Ischia                        | Ischia (NA)          |                    |
| A.C. Montesarchio                  | Montesarchio (BN)    |                    |
| S.S. Portici                       | Portici (NA)         |                    |
| A.P. Puteolana                     | Pozzuoli (NA)        |                    |
| Santa Lucia                        | Napoli               |                    |
| Secondigliano                      | Napoli-Secondigliano |                    |
| S.S. Sibilla                       | Bacoli (NA)          |                    |
| A.S. Sorrento                      | Sorrento (NA)        |                    |
| F.C. Turris                        | Torre del Greco (NA) |                    |
| U.S. Dipendenti Vetrerie Ricciardi | Vietri sul Mare (SA) |                    |
| C.R.A.L. Virtus Baia               | Bacoli-Baia (NA)     |                    |
| F.B.C. Vomero                      | Napoli               |                    |

### Classifica finale
|  | Pos. | Squadra            | Pt | G  | V  | N  | P  | GF | GS  |
|  | ---- | ------------------ | -- | -- | -- | -- | -- | -- | --- |
|  | 1.   | Ischia             | 48 | 30 | 21 | 3  | 6  | 79 | 26  |
|  | 2.   | Puteolana          | 44 | 30 | 19 | 6  | 5  | 87 | 36  |
|  | 3.   | Flegrea            | 41 | 30 | 17 | 7  | 6  | 78 | 34  |
|  | 4.   | Aenaria            | 40 | 30 | 17 | 6  | 7  | 61 | 36  |
|  | 5.   | Secondigliano      | 40 | 30 | 17 | 6  | 7  | 52 | 39  |
|  | 6.   | Arzanese           | 35 | 30 | 15 | 5  | 10 | 38 | 29  |
|  | 7.   | Sorrento           | 34 | 29 | 14 | 6  | 9  | 60 | 38  |
|  | 8.   | Portici            | 33 | 30 | 12 | 9  | 9  | 47 | 38  |
|  | 9.   | Turris             | 27 | 30 | 11 | 5  | 14 | 32 | 53  |
|  | 10.  | Vomero             | 24 | 30 | 8  | 8  | 14 | 52 | 66  |
|  | 11.  | Santa Lucia        | 24 | 30 | 9  | 6  | 15 | 35 | 56  |
|  | 12.  | Ercolanese         | 23 | 30 | 8  | 7  | 15 | 40 | 50  |
|  | 13.  | Sibilla            | 19 | 30 | 8  | 3  | 19 | 40 | 50  |
|  | 14.  | Vetrerie Ricciardi | 19 | 30 | 4  | 11 | 15 | 44 | 68  |
|  | 15.  | Montesarchio       | 13 | 29 | 4  | 5  | 20 | 42 | 86  |
|  | 16.  | Virtus Baia        | 12 | 30 | 5  | 2  | 23 | 28 | 110 |

Legenda:
      Ammessa alle finali regionali.
      Retrocessa in Seconda Categoria Campania 1960-1961.
Regolamento:
Due punti a vittoria, uno a pareggio, zero a sconfitta.
Sorrento e Montesarchio una partita in meno.

## Girone C

### Squadre partecipanti
| Squadra                 | Città (provincia)          | Stagione 1958-1959 |
| ----------------------- | -------------------------- | ------------------ |
| Alfonso Negro           | Ercolano (NA)              |                    |
| U.S. Altavillese        | Altavilla Irpina (AV)      |                    |
| U.S. Audax Cervinara    | Cervinara (AV)             |                    |
| A.C. Baiano             | Baiano (AV)                |                    |
| Fiamma Sorrento         | Sorrento (NA)              |                    |
| A.C. Juve S.A.F.F.A.    | Napoli                     |                    |
| Libertas Scafati        | Scafati (SA)               |                    |
| A.S. Palmese            | Palma Campania (NA)        |                    |
| Porta Piccola           | Napoli-Secondigliano       |                    |
| Pro Nola                | Nola (NA)                  |                    |
| S.C. Pro Poggiomarino   | Poggiomarino (NA)          |                    |
| Pol. Rinascita Vomerese | Napoli                     |                    |
| A.C. Sangennarese       | San Gennaro Vesuviano (NA) |                    |
| U.S. Savoia             | Torre Annunziata (NA)      |                    |
| Umberto II              | Napoli                     |                    |
| Pol. Viribus Unitis     | Somma Vesuviana (NA)       |                    |

### Classifica finale
|  | Pos. | Squadra                 | Pt | G  | V  | N  | P  | GF | GS |
|  | ---- | ----------------------- | -- | -- | -- | -- | -- | -- | -- |
|  | 1.   | Palmese                 | 45 | 30 | 19 | 7  | 4  | 74 | 35 |
|  | 2.   | Baiano                  | 42 | 30 | 18 | 6  | 6  | 51 | 29 |
|  | 3.   | Viribus Unitis          | 42 | 30 | 16 | 10 | 4  | 54 | 29 |
|  | 4.   | Savoia                  | 38 | 30 | 14 | 10 | 6  | 52 | 36 |
|  | 5.   | Altavillese (-1)        | 36 | 30 | 15 | 7  | 8  | 47 | 38 |
|  | 6.   | Sangennarese            | 34 | 30 | 13 | 8  | 9  | 53 | 46 |
|  | 7.   | Juve S.A.F.F.A.         | 31 | 30 | 12 | 7  | 11 | 42 | 41 |
|  | 8.   | Alfonso Negro (-2)      | 29 | 30 | 13 | 5  | 12 | 48 | 45 |
|  | 9.   | Audax Cervinara         | 29 | 30 | 11 | 7  | 12 | 54 | 39 |
|  | 10.  | Pro Nola                | 24 | 30 | 8  | 8  | 14 | 35 | 46 |
|  | 11.  | Fiamma Sorrento         | 23 | 30 | 7  | 9  | 14 | 42 | 64 |
|  | 12.  | Libertas Scafati (-2)   | 21 | 30 | 6  | 11 | 13 | 37 | 57 |
|  | 13.  | Rinascita Vomerese (-1) | 20 | 30 | 7  | 7  | 16 | 38 | 55 |
|  | 14.  | Pro Poggiomarino        | 20 | 30 | 7  | 6  | 17 | 31 | 59 |
|  | 15.  | Porta Piccola           | 18 | 30 | 5  | 8  | 17 | 36 | 57 |
|  | 16.  | Umberto II (-2)         | 16 | 30 | 6  | 6  | 18 | 22 | 45 |

Legenda:
      Ammessa alle finali regionali.
      Retrocessa in Seconda Categoria Campania 1960-1961.
Regolamento:
Due punti a vittoria, uno a pareggio, zero a sconfitta.
C'è discrepanza tra reti totali fatte e subite (716/721)
In due partite è stata data partita persa ad entrambe le squadre (la normale differenza reti totali sarebbe +8 nelle subite).

## Girone D

### Squadre partecipanti
| Squadra               | Città (provincia)                | Stagione 1958-1959 |
| --------------------- | -------------------------------- | ------------------ |
| U.S. Angri            | Angri (SA)                       |                    |
| A.C. Atripalda        | Atripalda (AV)                   |                    |
| U.S. Battipagliese    | Battipaglia (SA)                 |                    |
| U.S. Cavese           | Cava de' Tirreni (SA)            |                    |
| Fratte                | Salerno                          |                    |
| Pol. Gelbison         | Vallo della Lucania (SA)         |                    |
| Juventina             | Battipaglia (SA)                 |                    |
| Moka                  | Salerno                          |                    |
| A.G. Nocerina         | Nocera Inferiore (SA)            |                    |
| U.S. Paganese         | Pagani (SA)                      |                    |
| G.S. Pontecagnano     | Pontecagnano Faiano (SA)         |                    |
| Dop. Postelegrafonici | Salerno                          |                    |
| Pol. Santa Maria      | Santa Maria di Castellabate (SA) |                    |
| S.C. Sapri            | Sapri (SA)                       |                    |
| U.P. Scafatese        | Scafati (SA)                     |                    |
| A.C. Solofra          | Solofra (AV)                     |                    |

### Classifica finale
|  | Pos. | Squadra          | Pt | G  | V  | N | P  | GF | GS |
|  | ---- | ---------------- | -- | -- | -- | - | -- | -- | -- |
|  | 1.   | Scafatese        | 53 | 30 | 25 | 3 | 2  | 73 | 20 |
|  | 2.   | Angri            | 45 | 30 | 20 | 5 | 5  | 78 | 37 |
|  | 3.   | Atripalda        | 45 | 30 | 20 | 5 | 5  | 67 | 23 |
|  | 4.   | Battipagliese    | 40 | 30 | 18 | 4 | 8  | 60 | 41 |
|  | 5.   | Paganese         | 36 | 30 | 17 | 2 | 11 | 68 | 46 |
|  | 6.   | Postelegrafonici | 33 | 30 | 13 | 7 | 10 | 35 | 37 |
|  | 7.   | Moka             | 32 | 30 | 14 | 4 | 12 | 54 | 47 |
|  | 8.   | Solofra          | 29 | 30 | 13 | 3 | 14 | 61 | 41 |
|  | 9.   | Gelbison         | 29 | 30 | 11 | 7 | 12 | 51 | 55 |
|  | 10.  | Sapri            | 27 | 30 | 11 | 5 | 14 | 38 | 50 |
|  | 11.  | Santa Maria      | 22 | 30 | 7  | 8 | 15 | 24 | 55 |
|  | 12.  | Nocerina (-1)    | 20 | 30 | 8  | 5 | 17 | 31 | 58 |
|  | 13.  | Cavese           | 19 | 30 | 8  | 2 | 20 | 46 | 52 |
|  | 14.  | Pontecagnano     | 18 | 30 | 7  | 5 | 18 | 30 | 70 |
|  | 15.  | Fratte           | 18 | 30 | 6  | 6 | 18 | 28 | 64 |
|  | 16.  | Juventina (-1)   | 12 | 30 | 5  | 3 | 22 | 28 | 77 |

Legenda:
      Ammessa alle finali regionali.
      Retrocessa in Seconda Categoria Campania 1960-1961.
Regolamento:
Due punti a vittoria, uno a pareggio, zero a sconfitta.

## Finali regionali

### Semifinali
|          | Risultati |           | Luogo e data                               |  |
| -------- | --------- | --------- | ------------------------------------------ |  |
| Frattese | 1 - 2     | Scafatese | ??, ??                                     |  |
| Ischia   | 2 - 1     | Palmese   | Napoli, Campo Ilva Bagnoli, 26 maggio 1960 |  |
|          |           |           |                                            |  |

### Finale
|           | Risultati    |        | Luogo e data                            |  |
| --------- | ------------ | ------ | --------------------------------------- |  |
| Scafatese | 1 - 1 d.t.s. | Ischia | Sorrento, Stadio Italia, 2 giugno 1960  |  |
| Scafatese | 2 - 0        | Ischia | Napoli, Stadio San Paolo, 5 giugno 1960 |  |

## Verdetti finali
- Scafatese promossa in Serie D 1960-1961.
- Ischia comunque ammessa in Serie D per fusione con la società di categoria dell'Ilva Bagnolese.